# Монфермей
Монферме́й (фр. Montfermeil) — місто та муніципалітет у Франції, у регіоні Іль-де-Франс, департамент Сена-Сен-Дені. Населення — 27 980 осіб (01.01.2021).

## Географічне розташування
Муніципалітет розташований на відстані близько 17 км на схід від Парижа, 10 км на схід від Бобіньї.
Сполучається з Парижем лінією швидкісного транспорту RER, приміськими потягами, трамвайними і автобусними маршрутами. Лежить серед пагорбів на березі Марни.

## Історія
Місто вперше згадується в історичних документах 1122 як Monte Firmo, а пізніше, у 1124, як Montfermolio. Назва перекладається як «укріплена гора».
За Середніх віків феодал Адам де Монфермей заснував тут пріорат 1164.
Під час Сторічної війни, 12 вересня 1429 року, через місто пройшла Жанна д'Арк.
Король Генріх IV заснував у Монфермеї ярмарок святого Михаїла й надав місту привілей влаштовувати ринкові дні двічі на тиждень.
У XVII столітті Мішель Шамільяр, міністр Людовика XIV побудував тут замок і осушив болотисту частину міста.
У XIX столітті тут з'являються будинки заможних містян. У період Франко-прусської війни місто займають німецькі війська.  
Поступово місто все більше разросталося й набувало вигляду типових паризьких передмість. Зараз тут мешкає багато емігрантів. У 2005 Монфермей значно постраждав від масових заворушень.

## Демографія
Динаміка населення (INSEE ):
Розподіл населення за віком та статтю (2006):
| Стать | Всього | До 15 років | 15-24 | 25-44 | 45-64 | 65-85 | Понад 85 |
| --- | ------ | ----------- | ----- | ----- | ----- | ----- | -------- |
| Чоловіки | 12 760 | 3078        | 2112  | 3355  | 3076  | 1089  | 50       |
| Жінки | 13 366 | 2913        | 2080  | 3609  | 3062  | 1470  | 232      |
| \| Статево-вікова піраміда \| Статево-вікова піраміда \| Статево-вікова піраміда \| \| ----------------------- \| ----------------------- \| ----------------------- \| \| Чоловіки \| Вік \| Жінки \| \| 50 \| 85 + \| 232 \| \| 166 \| 80-84 \| 227 \| \| 184 \| 75-79 \| 343 \| \| 348 \| 70-74 \| 440 \| \| 391 \| 65-69 \| 460 \| \| 605 \| 60-64 \| 593 \| \| 843 \| 55-59 \| 831 \| \| 761 \| 50-54 \| 798 \| \| 867 \| 45-49 \| 840 \| \| 873 \| 40-44 \| 948 \| \| 810 \| 35-39 \| 938 \| \| 885 \| 30-34 \| 903 \| \| 787 \| 25-29 \| 820 \| \| 956 \| 20-24 \| 1012 \| \| 1156 \| 15-20 \| 1068 \| \| 1005 \| 10-14 \| 986 \| \| 998 \| 5-9 \| 939 \| \| 1075 \| 0-4 \| 988 \| |        |             |       |       |       |       |          |
| Статево-вікова піраміда |        |             |       |       |       |       |          |
| Чоловіки | Вік    | Жінки       |       |       |       |       |          |
| 50 | 85 +   | 232         |       |       |       |       |          |
| 166 | 80-84  | 227         |       |       |       |       |          |
| 184 | 75-79  | 343         |       |       |       |       |          |
| 348 | 70-74  | 440         |       |       |       |       |          |
| 391 | 65-69  | 460         |       |       |       |       |          |
| 605 | 60-64  | 593         |       |       |       |       |          |
| 843 | 55-59  | 831         |       |       |       |       |          |
| 761 | 50-54  | 798         |       |       |       |       |          |
| 867 | 45-49  | 840         |       |       |       |       |          |
| 873 | 40-44  | 948         |       |       |       |       |          |
| 810 | 35-39  | 938         |       |       |       |       |          |
| 885 | 30-34  | 903         |       |       |       |       |          |
| 787 | 25-29  | 820         |       |       |       |       |          |
| 956 | 20-24  | 1012        |       |       |       |       |          |
| 1156 | 15-20  | 1068        |       |       |       |       |          |
| 1005 | 10-14  | 986         |       |       |       |       |          |
| 998 | 5-9    | 939         |       |       |       |       |          |
| 1075 | 0-4    | 988         |       |       |       |       |          |

## Економіка
2010 року серед 16 450 осіб працездатного віку (15—64 років) 11 164 були активними, 5286 — неактивними (показник активності 67,9%, у 1999 році було 67,0%). З 11 164 активних мешканців працювало 9355 осіб (4992 чоловіки та 4363 жінки), безробітними було 1809 (970 чоловіків та 839 жінок). Серед 5286 неактивних 1973 особи були учнями чи студентами, 1067 — пенсіонерами, 2246 були неактивними з інших причин.

У 2010 році в муніципалітеті числилось 8271 оподатковане домогосподарство, у яких проживали 25228,5 особи, медіана доходів виносила 17 160 євро на одного особоспоживача

## У художній літературі
Монфермей першої третини XIX століття неодноразово згадується в романі Віктора Гюґо «Знедолені» як місце проживання маленької Козетти в її названих батьків Тенардьє. Нині однією з туристичних принад міста є символічний фонтан Жана Вальжана (за ім'ям головного героя роману).

## Галерея зображень

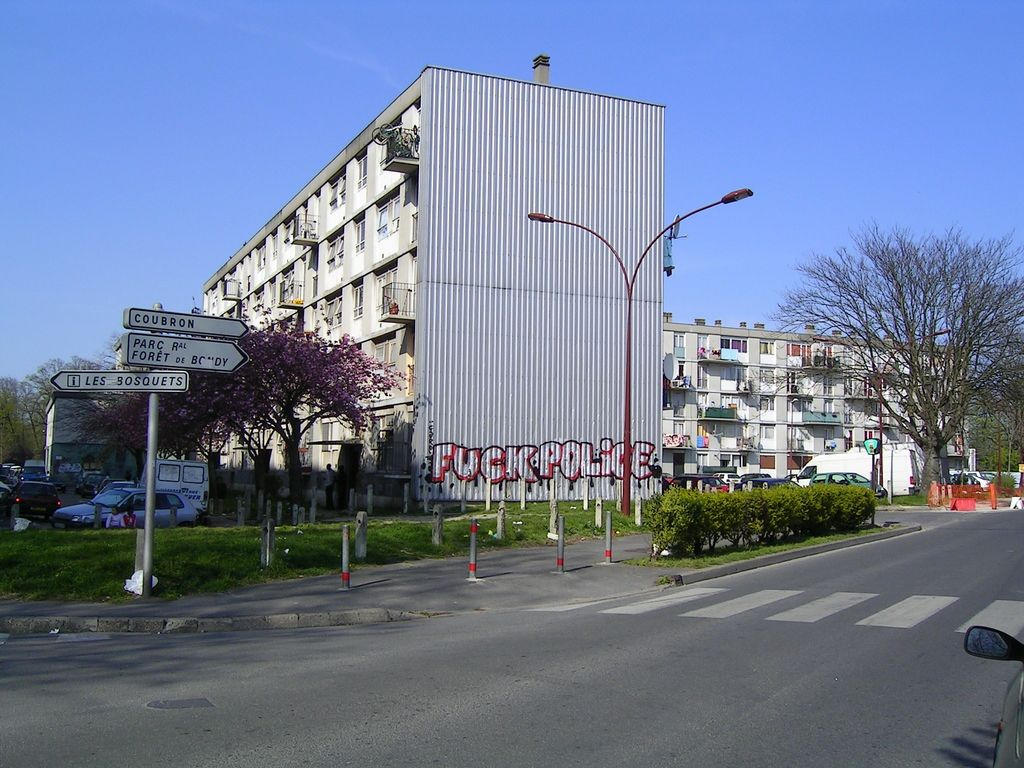
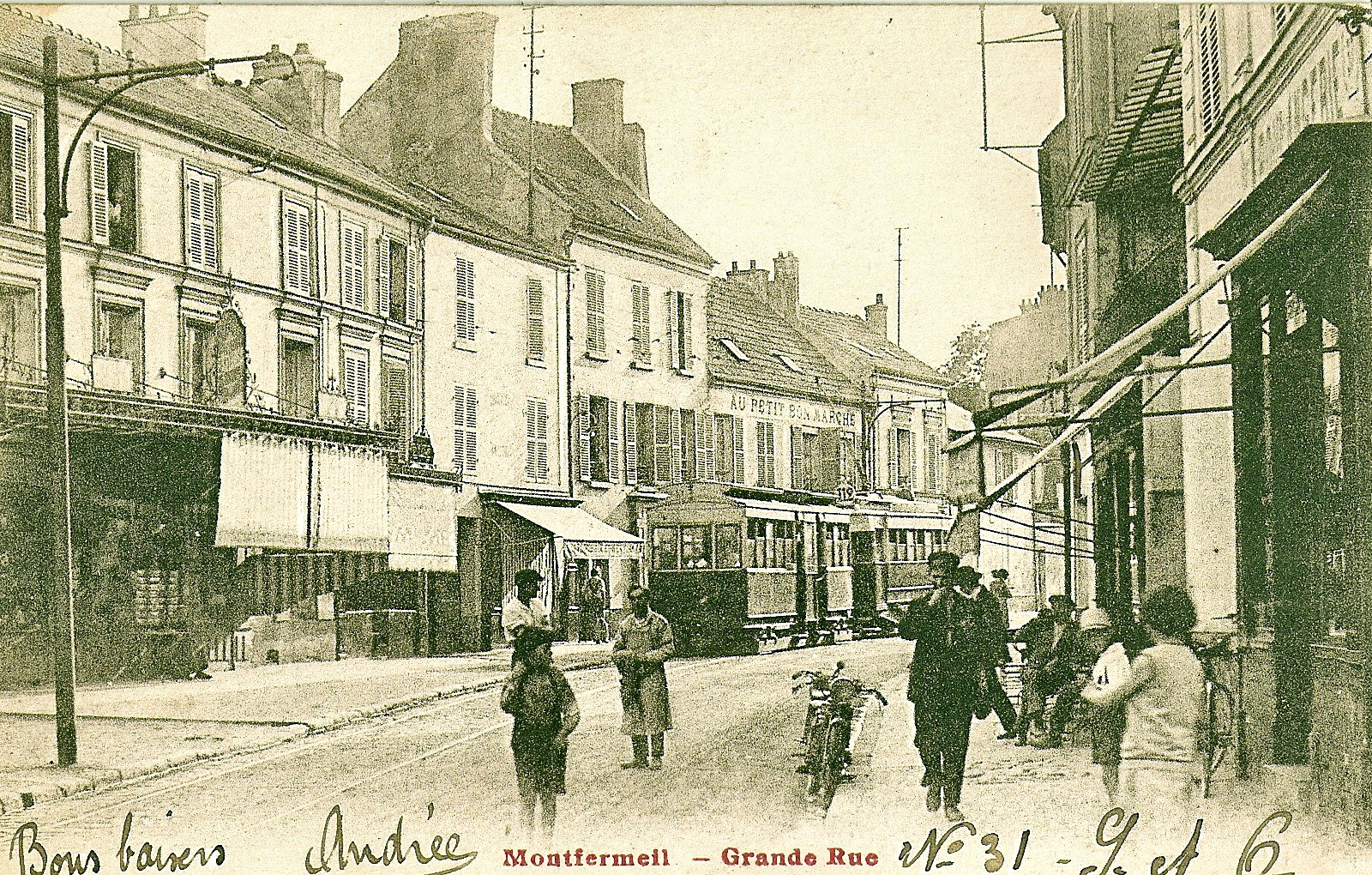
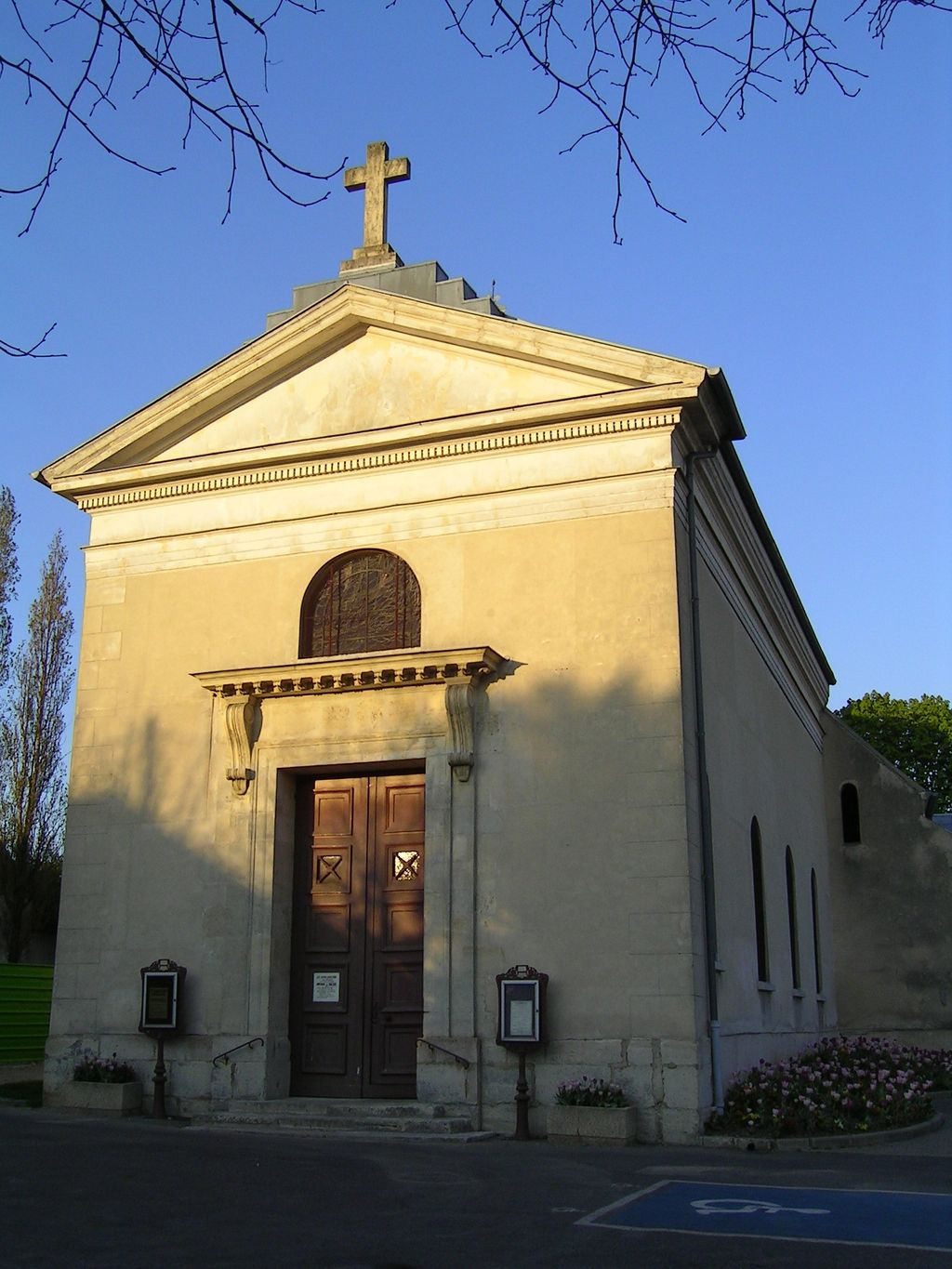
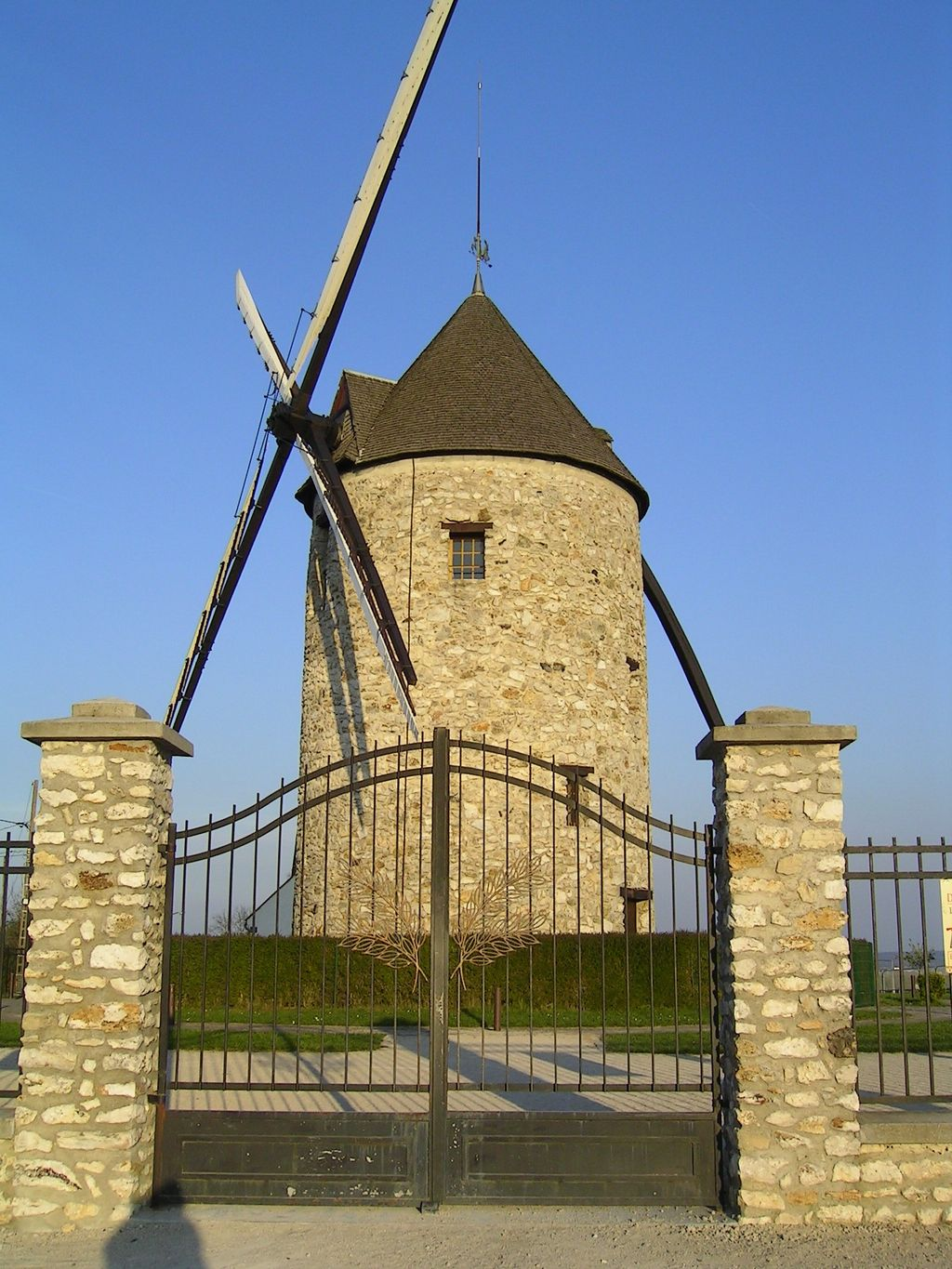